# Регаліан
(Кассій) Регаліан (лат. Regalianus; помер 260) — римський узурпатор (претендент на трон) за часів імператора Галлієна. Командував військами в провінції Дакія та був убитий ними після придушення повстання.

## Життєпис
Основним джерелом інформації про Регаліана є ненадійна й здебільшого сфабрикована Історія Августів. Іншими джерелами є Євтропій, який називає його Требеліаном, і Аврелій Віктор, що кличе його Регілліаном. У розділі Тридцяти тиранів «Історії Августів» йдеться, що за похождениям він був даком, родичем вождя Децебала. Імовірно, він був у сенаторському званні й отримав військове підвищення від імператора Валер'яна.
Після поразки та захоплення Валер'яна в битві при Едесі в 260 році прикордонне населення Римської імперії почувалося невпевнено й проголошувало своїх людей імператорами з метою захисту від іноземних загроз. Населення та війська провінції Паннонія обрали імператором Інгенуя, але законний імператор Галлієн переміг узурпатора. .
Втім Галлієн вирушив до Італії, щоб розібратися з алеманським вторгненням. Місцеве населення Дакії, зіткнувшись із загрозою з боку сарматів, проголосило імператором Регаліана, який до того ж надав своїй дружині Сульпіції Дріантіллі титул Августи. Однак одразу після перемоги над сарматами Регаліан був убитий власним народом за допомогою роксоланів.
Кілька, ймовірно вигаданих, повідомлень про Регаліана збереглися в розділі Тридцяти тиранів у Історії Августів: наприклад, там зазначено, що він був проголошений імператором завдяки своєму імені (латинською воно буквально перекладається як «королівський»). Начебто, коли його солдати почули цей жарт, вони звернулися до Регаліана як до свого імператора.